# Lommar
Lommar (Gaviidae) är en familj vattenlevande fåglar som omfattar det enda släktet Gavia med enbart fem arter i världen. 

## Systematik
Familjen lommar förs som ensam familj till ordningen lomfåglar (Gaviiformes). Deras taxonomiska placering och släktskap med andra grupper har under lång tid diskuterats och många förslag har lagts fram och förkastats. Linné placerade dem i ordningen Anseres tillsammans med doppingar, måsar, tärnor, stormfåglar, pelikaner, pingviner, alkor, änder med flera. Denna grupp delades upp och istället placerades den i ordningen gumfotade simfåglar tillsammans med doppingar, pingviner och alkor. Detta kritiserades bland annat av Fürbringer 1888 som istället urskilde lommarna och doppingarna i den egna ordningen lomfåglar som fick det vetenskapliga namnet Colymbiformes.
Tidigare ansågs lomfåglarna vara den äldsta och mest ursprungliga ordningen bland fåglarna på norra halvklotet. Denna teori grundade sig på likheter i morfologi och kanske även i levnadssätt med den helt obesläktade utdöda ordningen Hesperornithiformes som levde under kritaperioden. Det har dock visat sig att likheterna mellan dess två ordningar bara beror på konvergent evolution genom anpassning till en liknande ekologisk nisch..
Idag anser man att bortsett från ratiterna är andfåglarna (Anseriformes) och hönsfåglarna (Galliformes) de mest ursprungliga grupperna bland samtida fåglar, medan lommarna tillhör en mer modern klad. Det är idag också allmänt accepterat att lommar och doppingar inte är nära besläktade utan att likheterna även dem emellan är ett exempel på konvergent evolution. Genetiska studier visar att lommarna är del av en klad kallad Aequornithes eller "vattenfåglar", som förutom lommarna innehåller ordningarna pingvinfåglar, stormfåglar, storkfåglar, sulfåglar och pelikanfåglar.

### Arter inom familjen
- Smålom (Gavia stellata)
- Storlom (Gavia arctica)
- Stillahavslom (Gavia pacifica)
- Svartnäbbad islom (Gavia immer)
- Vitnäbbad islom (Gavia adamsii)

### Fossil
Det motsägelsefulla data man fått från molekylära studier har inte heller kunnat utredas utifrån de fossila fynd som existerar. Den moderna lommen är bara med säkerhet känd sedan eocen, men vid denna tidpunkt är nästan alla moderna ordningar av fåglar kända. Släktet Colymboides som förekom från sen eocen till tidig miocen hade ett stort utbredningsområde i Central- och Västeuropa. Detta släkte placeras ofta i familjen Gaviidae men kan vara ett mer primitivt släkte då det ganska distinkt skiljer sig ifrån de moderna lommarna och denna taxonomiska lösning kan därmed vara parafyletisk. Från släktet Gavia finns ett dussin fossila fynd från tidig miocen och framåt med en något med sydlig utbredning i dagens Kalifornien, Florida och Italien.
- Gavia egeriana Švec, 1982 (Tidig miocen i Tjeckoslovakien?, sen miocen i östra USA)
- Gavia schultzi Mlíkovský, 1998 (Mellersta miocen i Sankt Margarethen[särskiljning behövs], Österrike)
- Gavia sp. (Calvert? Mellersta miocen i Maryland, USA)[4]
- Gavia spp. (Mellersta miocen i Steinheim[särskiljning behövs], Tyskland) - 3 arter[5]
- Gavia brodkorbi (Sen miocen från Orange County[förtydliga], USA)
- Gavia moldavica Kessler, 1984 (Sen miocen i Chişinău, Moldavien)
- Gavia paradoxa Umanska, 1981 (Sen miocen i Čebotarevka, Ukraina)
- Gavia concinna Wetmore, 1940 (Sen miocen/tidig pliocen -? sen pliocen från västra och sydöstra USA)[6]
- Gavia fortis Olson & Rasmussen, 2001 (Yorktown tidig pliocen från Lee Creek Mine, South Carolina, USA)
- Gavia sp. (Tidig pliocen från Kertjhalvön, Ukraina)[5]
- Gavia spp. (Yorktown tidig pliocen i Lee Creek Mine, South Carolina, USA) - 2 arter
- Gavia howardae Brodkorb, 1953 (Mellersta pliocen i San Diego, Kalifornien, USA)[7]
- Gavia cf. concinna (Mellersta pliocen i San Diego, Kalifornien, USA)[8]
- Gavia palaeodytes Wetmore, 1943 (Mellersta pliocen av Pierce, Florida, USA)[9]
- Gavia sp. (Tidig pleistocen i Kairy, Ukraina)[5]
- Gavia cf. immer (Pleistocen i Kalifornien och Florida, USA) - möjligen en förhistorisk underart av svartnäbbad islom.[10]

"Gavia" portisi från sen pliocen i Orciano Pisano, Italien är känd från en halskota som kanske hörstammar från en lom. Om den gör det härstammar den från en något mindre art än svartnäbbad islom. Äldre taxonomer var ganska säkra på att denna halskota härstammar från en Gavia och föreslog till och med att G. concinna är en möjlig yngre synonym till denna art. Idag anses denna hypotes som ganska otrolig på grund av biogeografi.

## Utseende och läte
Lommar har stark, nästan rak och mycket spetsig näbb, ganska stora ben som sitter långt bak på kroppen. De har långa framtår och hel simhud mellan tårna. Deras fjäderbeklädnad är mycket tät och fast. Vingarna är korta och spetsiga, med hårda pennor. Färgen på fjäderdräkten växlar efter årstid och ålder. De har kontrastrik dräkt på sommaren medan juvenil dräkt och vinterdräkt är mindre kontrastrika. Lommarnas läte är starkt och kan upplevas som lite ödsligt.

## Ekologi
Lommarna vistas sommartid vid sött vatten, under andra årstider däremot oftast vid havet. De lever främst av fisk. De är fulländade simdykare och kan stanna flera minuter under vattnet. De dyker ofta mycket långa sträckor och simmar än på vattenytan, än så djupt nedsänkta, att endast en smal strimma av ryggen är synlig. De dyker ned i vattnet utan märkbar ansträngning och utan minsta plask. På marken har de mycket svårt att röra sig. De flyger bättre än man skulle kunna tro med tanke på deras tunga kropp och korta vingar, och skjuter, sedan de med viss ansträngning höjt sig ett stycke upp i luften, rätt hastigt fart med mycket snabba vingslag. Lommar fiskar ofta i flock, särskilt på morgonen, men är annars revirhävdande. Lommarna är parbildande, ofta livslångt, och paret försvarar tillsammans ett revir runt boplatsen. Parningen sker på land, och parningsspelet är inskränkt till gemensamma dykningar. Revirbeteendet, särskilt hos smålommen, består av långa rusningar (hos  smålommen parvis), plaskdyk och högljudda rop. Strider om revir kan bli mycket våldsamma.  Beteendena har ofta tolkats som parningsspel, men det utförs i samband med revirförsvar, inte vid parning. Sitt bo lägger lommarna vid sötvatten och mycket nära intill stranden. Äggen är två till antalet och är grön- eller gråbruna med svarta fläckar. De undkommer oftast sina fiender genom att dyka, men när detta inte går försvarar de sig genom att hugga med den vassa näbben.

## Namn
Ordningen har tidigare haft det vetenskapliga namnet Colymbiformes, underordningen Colymbi, familjen Colymbidae och släktet både Colymbus och Urinator. Namnet lom kommer av verbet "loma", det vill säga gå släpande, eftersom lommarna släpar sig fram när de är på land.